# Estación de Loriol
La estación de Livron es una estación ferroviaria francesa de la línea París - Marsella, situada en la comuna de Loriol-sur-Drôme, en el departamento de Drôme, en la región de Ródano-Alpes. Por ella transitan únicamente trenes regionales. 

## Historia
Fue inaugurada por la Compañía del Ferrocarril de Lyon al Mediterráneo el 16 de abril de 1855 con la apertura del tramo Valence-Aviñón. En 1938 la compañía fue absorbida por la recién creada SNCF. Desde 1997, la misma SNCF y la RFF se reparten la explotación y propiedad de la misma.

## Situación ferroviaria
La estación se encuentra en la línea férrea París-Marsella (PK 637,324). 

## Descripción
Se compone de dos andenes laterales y de dos vías.

## Servicios ferroviarios

### Regionales
Los TER Ródano Alpes recorre el siguiente trazado:
- Línea Lyon - Aviñón.